# St. Franziskus (Zwillbrock)

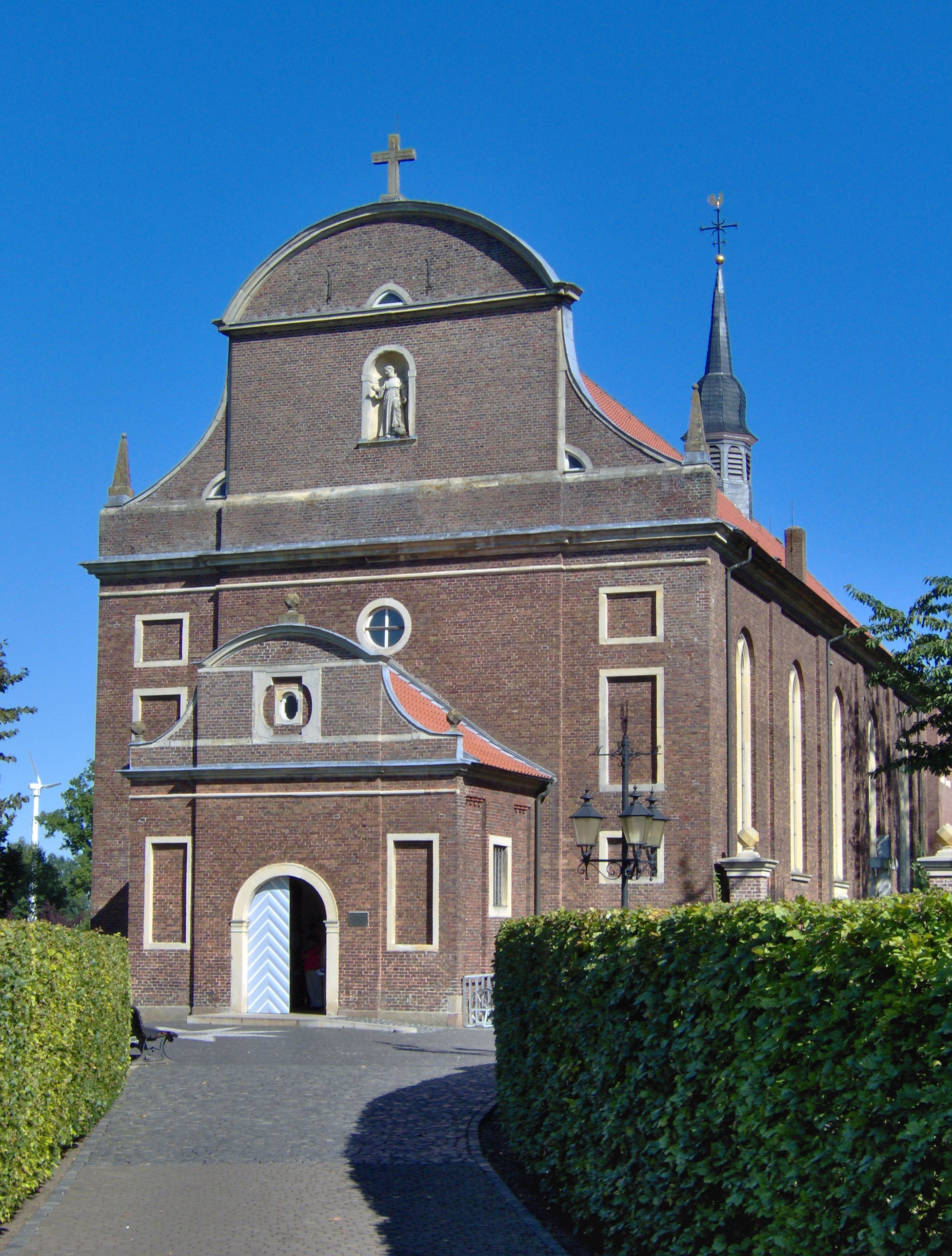
Barockkirche St. Franziskus in Zwillbrock (2006)

Die barocke Kirche St. Franziskus war bis 1811 die Kirche des angrenzenden ehemaligen Minoritenklosters in Zwillbrock bei Vreden. Besonders für Katholiken aus Twente und aus dem Achterhoek, direkt hinter der Grenze der Republik der Vereinigten Niederlande, war diese Kirche von großer Bedeutung. Die Geschichte der Kirche reicht zurück bis in die Zeit der Reformation.

## Vorgeschichte

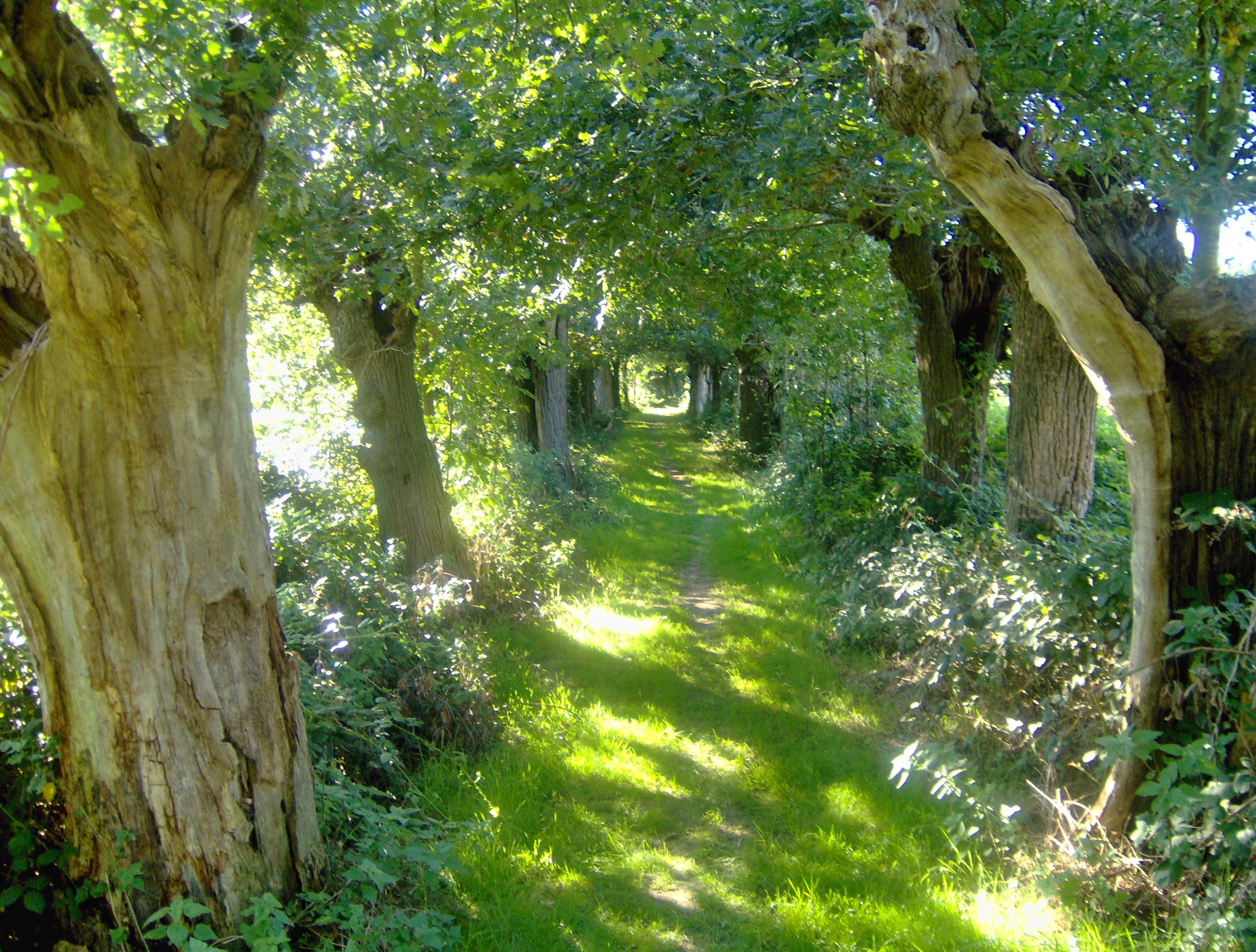
Der Kloppendiek, ein Weg mit jahrhundertealten Eichen. Vermutlich der alte Prozessionsweg der Katholiken, die aus Groenlo und Eibergen nach St. Franziskus pilgerten, da der Weg bis an die niederländische Grenze reicht.

Zum Ende des 16. Jahrhunderts und im 17. Jahrhundert wurde in den calvinistischen Niederlanden den Katholiken die Ausübung ihres Glaubens verboten. Nach dem Friede von Münster wurde die Grenze zwischen der Provinz Gelderland und dem katholischen Bistum Münster sowohl Staats- als auch Religionsgrenze. Die Katholiken im östlichen Achterhoek wurden seelsorgerisch dem Bischof in Münster zugeordnet und nicht dem Apostolischen Vikar, dem der größte Teil der Niederlande anvertraut wurde. Die an Zwillbrock angrenzende Herrschaft Borculo (heute Gemeinde Berkelland) wurde 1615 durch Gelderland vom Bistum Münster abgetrennt. Bischof Christoph Bernhard von Galen versuchte mehrmals vergeblich, das Gebiet mit Gewalt zurückzuerobern. Zur pastoralen Betreuung der Katholiken jenseits der Grenze errichtete man von Bocholt bis Gronau eine Kette kleiner Kapellen und Kirchen, sogenannte Missionshäuser.
Zu Weihnachten 1651 beauftragte der Bischof in Münster die Minoriten aus Bocholt mit der Feier einer Christmette im Freien für die niederländischen Katholiken, was der Minoritenpater Georg Phillipi (später Pastor von Groenlo) und Bruder Coelestin Tilbeck im Silva Brok auch taten. Aus dem Umkreis von fünf Wegstunden kamen um die Tausend Katholiken nach Zwillbrock, um an der Christmette teilzunehmen. In den darauffolgenden Wochen wuchs der Zustrom aus dem Achterhoek und aus Twente, woraufhin man einen regulären Gottesdienst einrichtete. Kurz vor Ostern 1652 errichtete man eine aus Torf gebaute Kapelle zum Schutz vor Wind und Wetter. Noch im selben Jahr musste die Kapelle wegen des Andrangs vergrößert werden.
Die Äbtissin des Vredener Damenstifts, Maria Sophia von Salm-Reifferscheid, stiftete daraufhin ein Grundstück und mit ihrer Hilfe und der des Bischofs von Galen wurde eine steinerne Kapelle errichtet, die im Jahr 1656 vergrößert werden musste. Für Patres aus Bocholt wurden Unterkünfte bei der Kapelle gebaut. Im Jahr 1657, als die Außenstelle zu einer selbständigen Pfarrei wurde, stiftete man aufgrund des großen Zustroms auch im nahe gelegenen Oldenkott eine Kapelle. Um 1660 waren ungefähr zwölf Patres in Zwillbrock tätig. Um Ostern 1665 zählte die Gemeinde beinahe 2.400 Seelen. Da der Zustrom von Katholiken unvermindert anhielt, mussten die Unterkünfte der Ordensleute nochmals erweitert werden. Im Jahr 1670 wurde die Pfarrei zu einem selbstständigen Kloster unter der Leitung eines Priors erhoben und bekam den Namen Closter Betlehem an 't Schwillbrock (auch bekannt als Betlehem im Walde), in Erinnerung an die erste Christmette im Jahr 1651.
Ab Ende des 17. Jahrhunderts ließ der Druck auf die niederländischen Katholiken nach. Im Grenzgebiet wurden viele Pfarreien gestiftet, die dem Bistum Münster zugeordnet waren. Dennoch ließen viele Katholiken aus dem Grenzgebiet ihre Kinder in Zwillbrock taufen und legten dort ihre Beichte ab.

## Baugeschichte

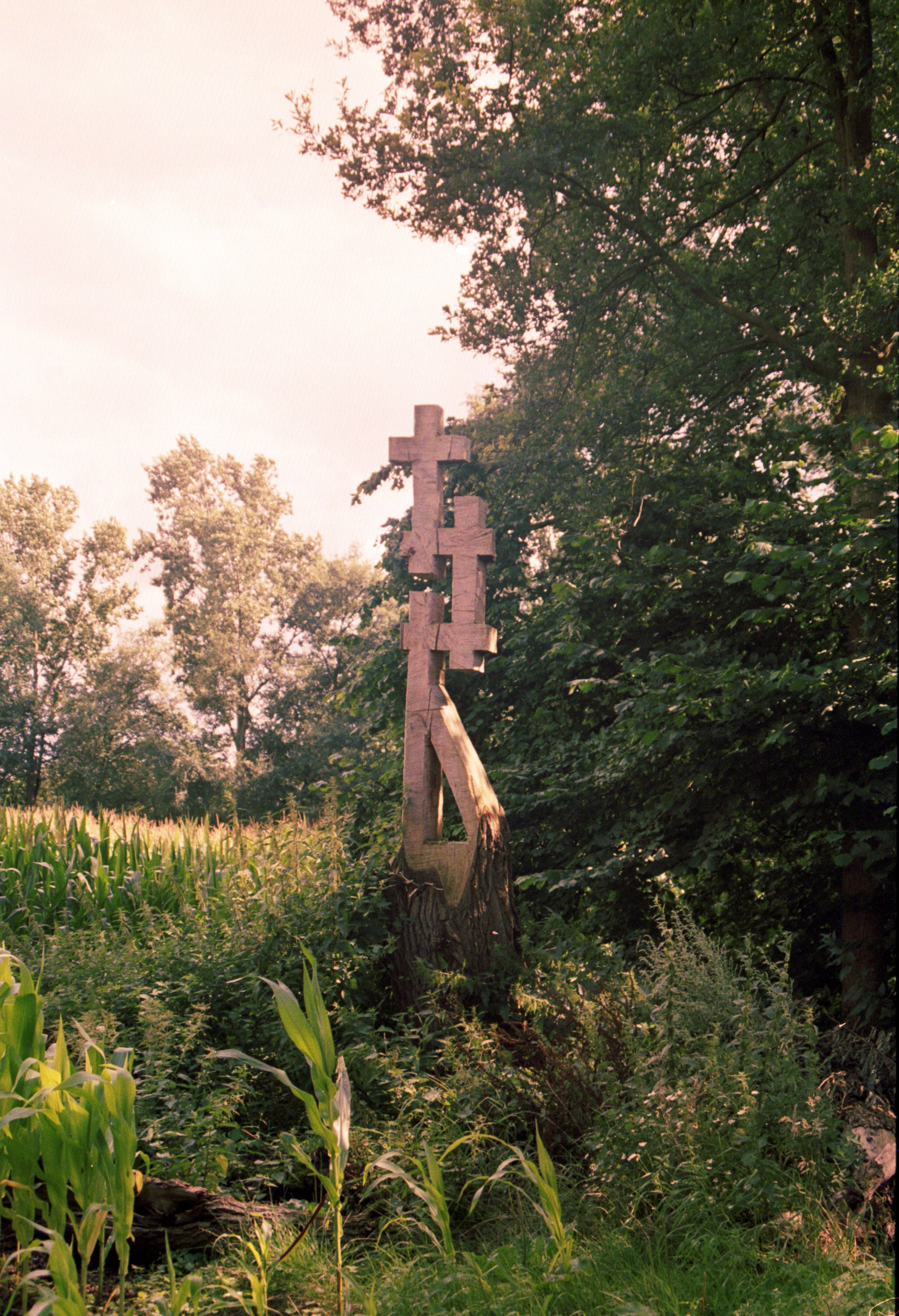
Ein Kreuz zur Erinnerung an das ehemalige Kloster bei Zwillbrock

Am 6. Oktober 1717 wurde der Grundstein der heutigen St.-Franziskus-Kirche für das 1713 mit Spenden der niederländischen Katholiken und des Fürstbischofs Franz Arnold von Wolff-Metternich zur Gracht neu errichtete Minoritenkloster gelegt. Im Jahr 1719 oder 1720 fertiggestellt, wurde sie erst am 24. April 1748 geweiht. Die Kirche ist zu Ehren des heiligen Franz von Assisi geweiht, der im Jahr 1225, so wie die Bocholter Minoriten im Jahr 1651, eine Christmette im Freien feierte.
In den Jahren 1765 und 1782 wurde die Kirche erneuert und erweitert. Das Kloster hingegen wird im Jahr 1811 aufgrund der Gesetzgebung zur Zeit der französischen Herrschaft geschlossen, und die umliegenden kirchlichen Ländereien werden verkauft. In den 20er Jahren des 19. Jahrhunderts wird auch das Kloster abgerissen. In der Kirche St. Franziskus wurden danach weiterhin regelmäßige Gottesdienste gefeiert. Den Gläubigen in Zwillbrock gelingt es schließlich am 12. April 1858, wieder eine eigenständige Pfarrei zu gründen. Die Pfarrei hatte zu Beginn des 21. Jahrhunderts ungefähr 200 Mitglieder. Im September 2007 wurde die Pfarrei St. Franziskus mit den übrigen katholischen Pfarrgemeinden in Vreden zur neuen Pfarre St. Georg zusammengelegt.

## Architektur
Die Kirche hinterlässt einen relativ schlichten Eindruck. Der Fassade im Westen ist eine kleine Vorhalle vorgelagert. Die Fassaden sind durch ein Gebälk in ein dreiachsiges Hauptgeschoss und ein einachsiges Giebelgeschoss unterteilt. Im Giebelgeschoss des Hauptgiebels befindet sich eine Nische mit dem heiligen Franz von Assisi, dem Kirchenpatron. Gekrönt wird die Kirche von einem Dachreiter, dem Kennzeichen der Kirchen der Bettelorden.

## Ausstattung
Im Gegensatz zu vielen Kirchen in der Umgebung von Zwillbrock wurde die Kirche St. Franziskus in der Zeit des Zweiten Weltkriegs verschont. Als Folge davon ist die gesamte barocke Inneneinrichtung im originalen Zustand erhalten, einzigartig im gesamten Münsterland. Altäre und Bilder sind sämtlich aus Eichenholz gearbeitet und farbig gefasst. Die vertikalen Teile sind blau, die horizontalen rot marmorisiert. Die Figuren und Ornamente sind in Polimentweiß gefasst und mit echtem Blattgold belegt. Die Namen der Baumeister, Bildhauer und Maler sind größtenteils unbekannt.
Die barocke Baukunst des Inneren sollte als Abglanz des himmlischen Jerusalem auf die Gläubigen wirken. In Zwillbrock konnten die niederländischen Katholiken in der Pracht des Barocks ihre Heiligen wiederfinden und als Fürsprecher vor Gott anrufen. Das Stand im Gegensatz zu der Lehre Calvins in einem Land, in dem Bilderstürmer Altäre, Plastiken und Bilder aus den Kirchen entfernt hatten.
In den Jahren 2013 und 2014 wurden die Außenanlagen der Kirche neu gestaltet, um die Ausmaße des früheren Klosters besser zu veranschaulichen.

### Hochaltar
Der 1752 geweihte Hochaltar erscheint den Besuchern wie ein gewaltiger Bühnenprospekt. Gekrönt wird der Hauptaltar von einem Uhrwerk. Es symbolisiert, dass die Zeit des Menschen auf der Erde endlich ist. Das Gemälde ist eine seitenverkehrte Kopie von Peter Paul Rubens "Maria Verkündigung", das sich heute im Kunsthistorischen Museum von Wien befindet. Zwei Gemälde unter der Verkündigungsszene werden im Laufe des Kirchenjahres gewechselt: Zur Weihnachtszeit eine Anbetung der Hirten, danach eine Darstellung des Gekreuzigten mit Johannes und Maria.
Unter diesen Bildern befindet sich ein dreiteiliges Drehtabernakel. In der Vordernische sehen wir eine Dreiergruppe mit dem Gekreuzigten, Maria und Johannes. In der zweiten Nische werden die Speisekelche aufbewahrt und in der dritten Nische wird das Allerheiligstes ausgesetzt.
Die Bilder werden von zwei Heiligenfiguren flankiert, dem Ordensgründer Franz von Assisi und dem ersten Generaloberen der Ordens, Kardinal Bonaventura.

### Seitenaltäre
Die 1748 geweihten Seitenaltäre sind Maria und dem heiligen Antonius von Padua gewidmet.
Die Marienverehrung spielt in den franziskanischen Orden eine große Rolle, denn der Orden stehen unter ihrem Schutz. Im Zentrum steht die weißpolimentierte Statue der Maria Immaculata.
Die Figur des heiligen Antonius ist ohne sein Attribut, die Lilie in einer Hand, dargestellt. Die originale Jesusfigur auf der rechten Hand ist verschollen, die jetzige ist jüngeren Datums. Der Heilige war während der Barockzeit einer der populärsten der Kirche.
Das Thema der Seitenaltäre wird in den beiden Nischen mit kleinen Figuren weitergeführt. Links ist in der Nische eine gotische Marienfigur in barocker Fassung. Rechts finden den wir in der Nische die Statue des hl. Nepomuk.

### Kanzel
Die um 1740 entstandene Kanzel ist eines der Prunkstücke der Kirche. Auf dem Schalldeckel steht ein Engel in Predigerhaltung. Unter dem Schalldeckel ist der Heilige Geist im Symbol der Taube dargestellt. Im Bereich der Treppe am Rankenwerk hat der Künstler ein kleines, Eicheln fressendes Schweinchen abgebildet. Es soll wohl auf die damals übliche Eichelmast hinweisen.

### Chorgestühl
Das Chorgestühl aus Eiche hat auf jeder Seite elf Sitze und weist somit auf die Größe des Konvents hin. Der war wohl nie größer als 20 Personen.

### Kommunionbank
Die barocke Kommunionbank aus der Zeit um 1730 ist das kostbarste Möbel der Kirche und gilt als schönste ihrer Art in Westfalen. Sie ist aus Nussbaumholz mit Esche-, Ahorn- und Zinnintarsien versehen. Flankiert wird sie von zwei Prozessionskreuzen des 18. Jahrhunderts.

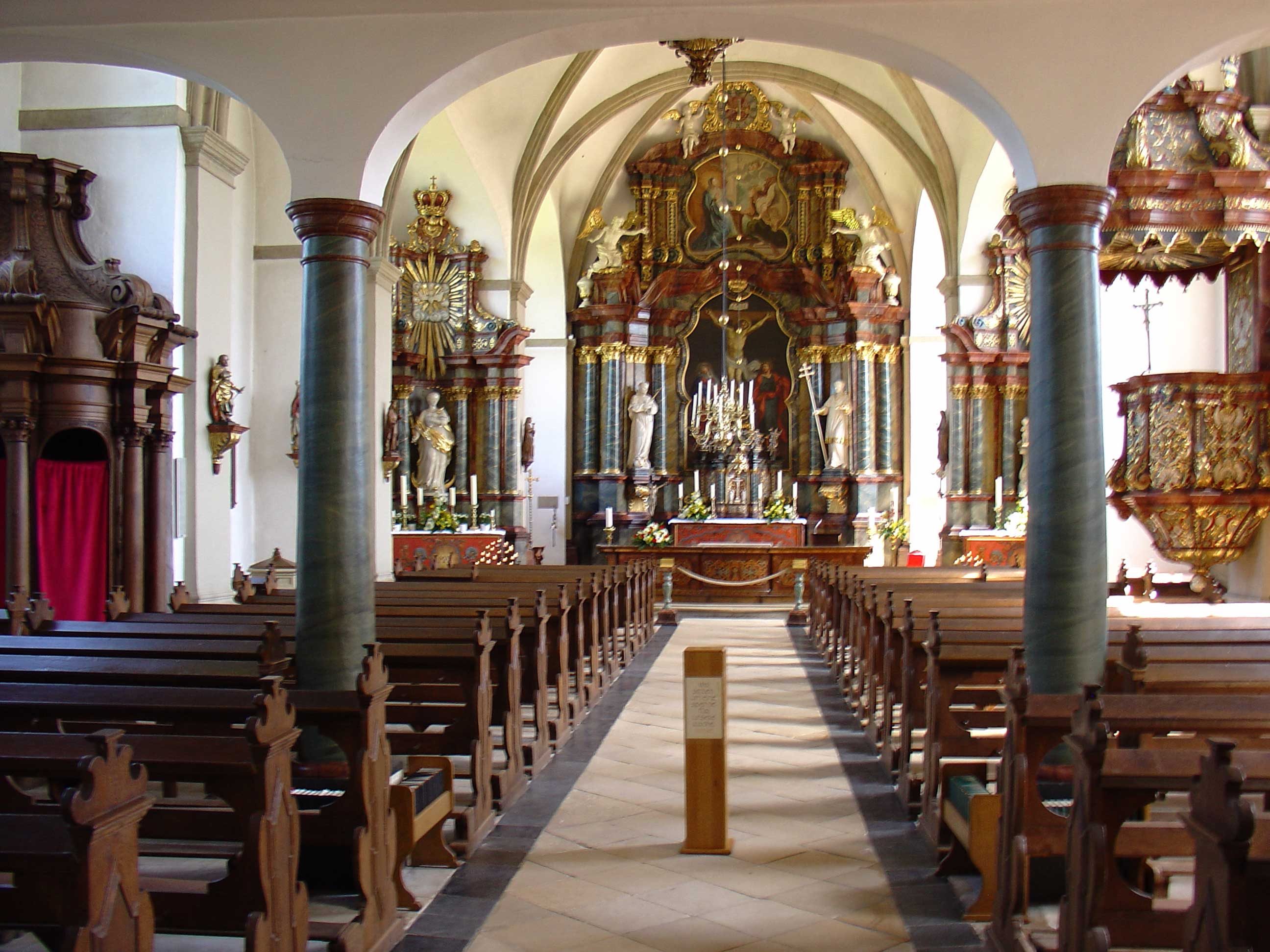
Blick in den Kirchenraum
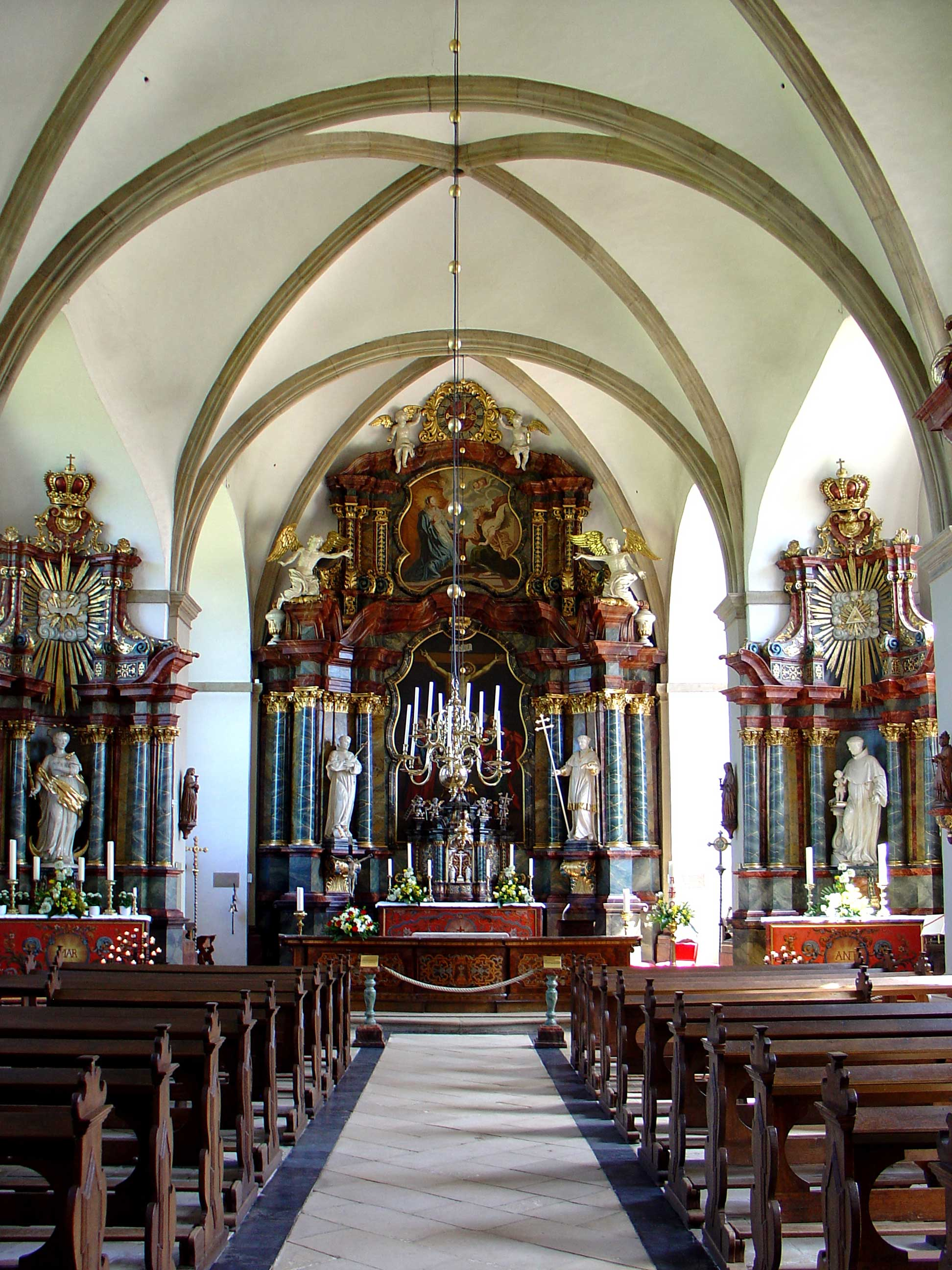
Altarraum
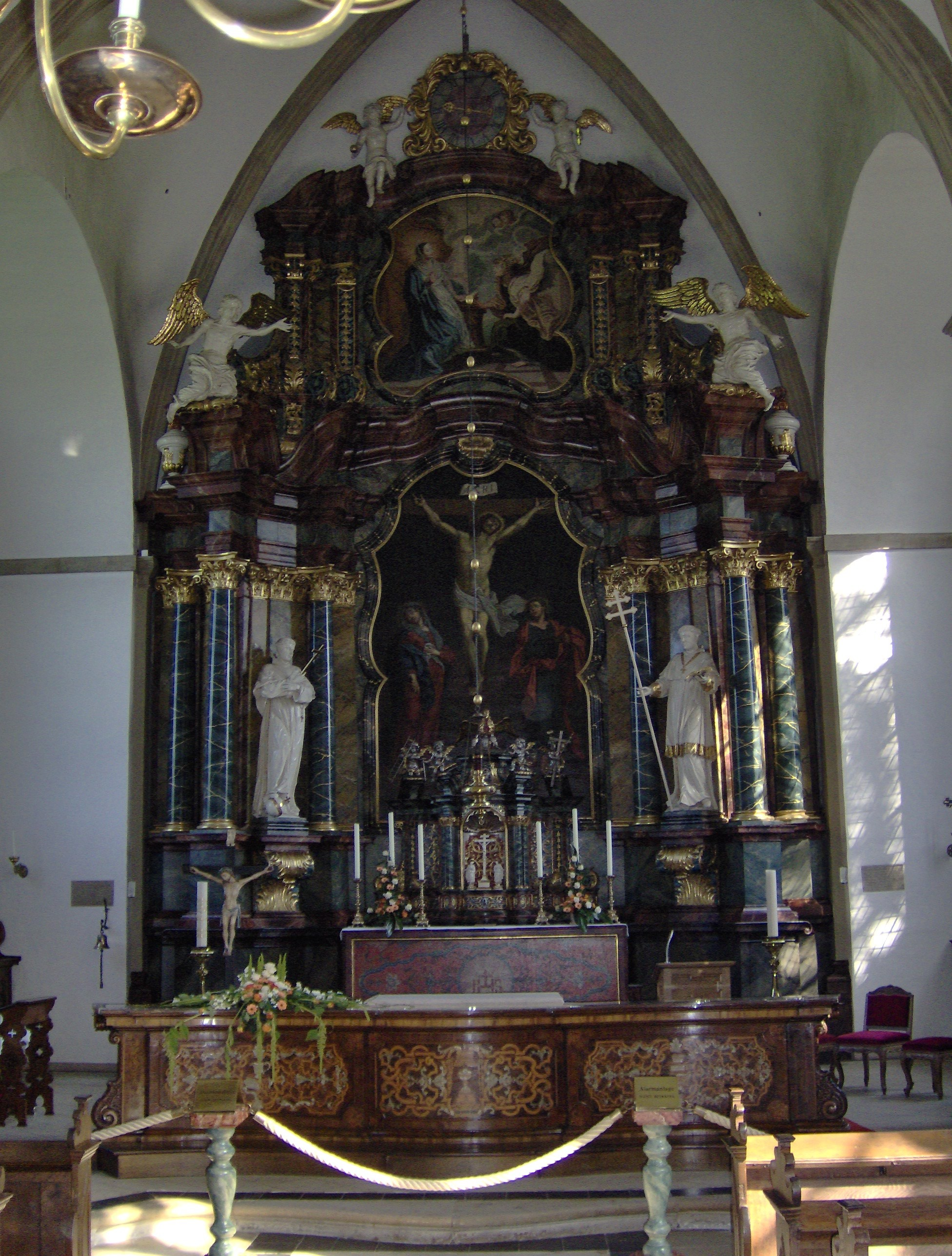
Hauptaltar – Hl. Franziskus
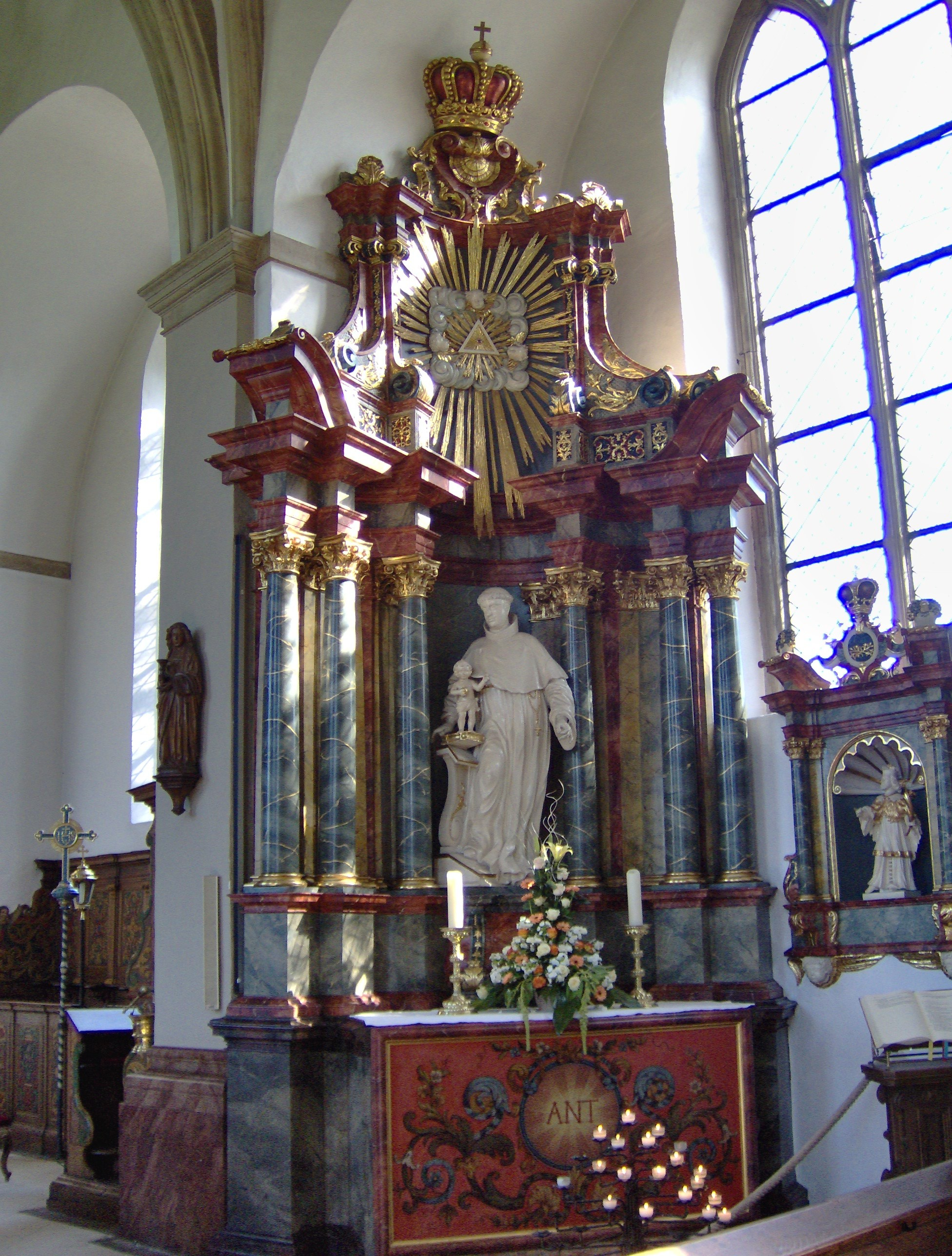
Seitenaltar – Hl. Antonius von Padua
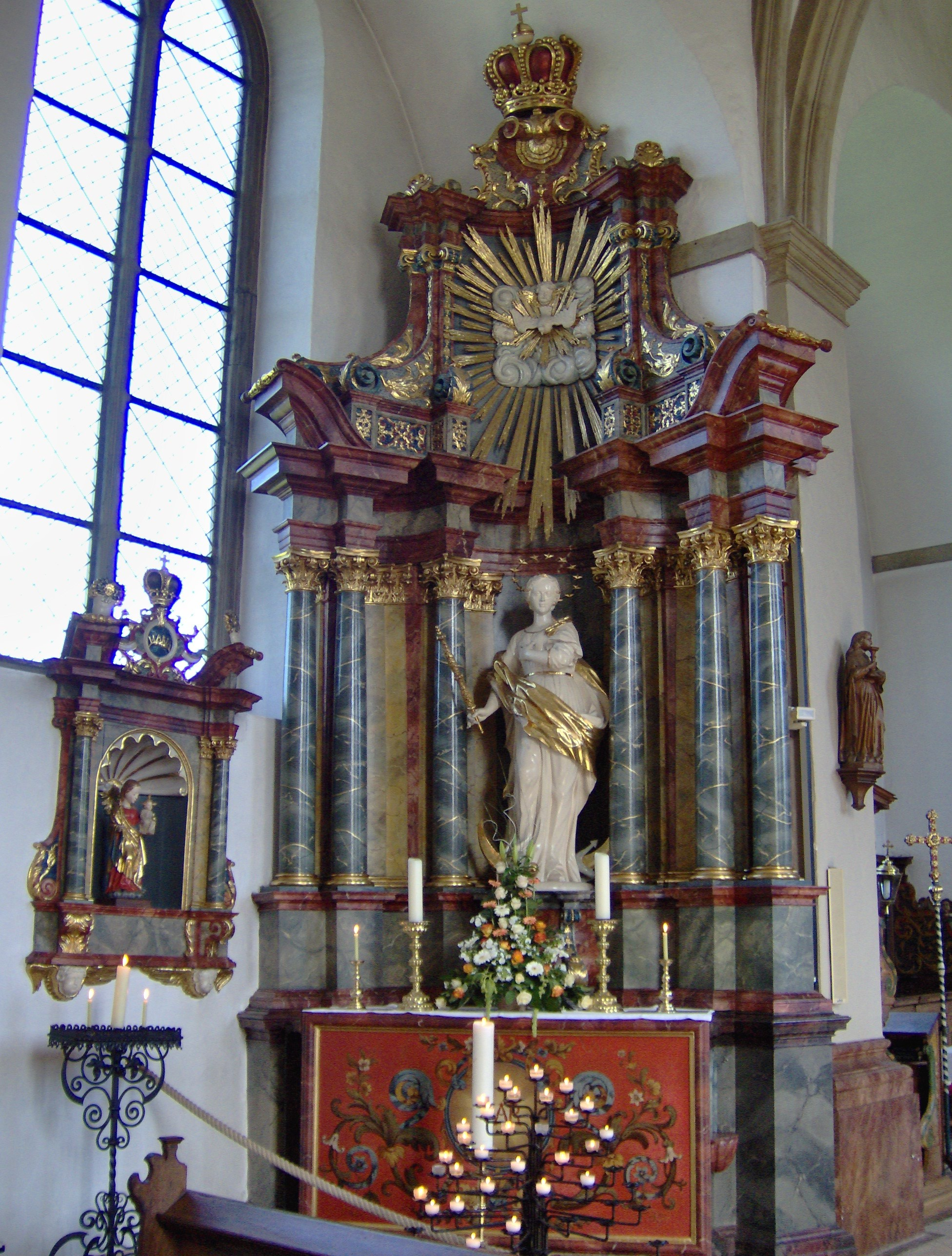
Seitenaltar – Maria
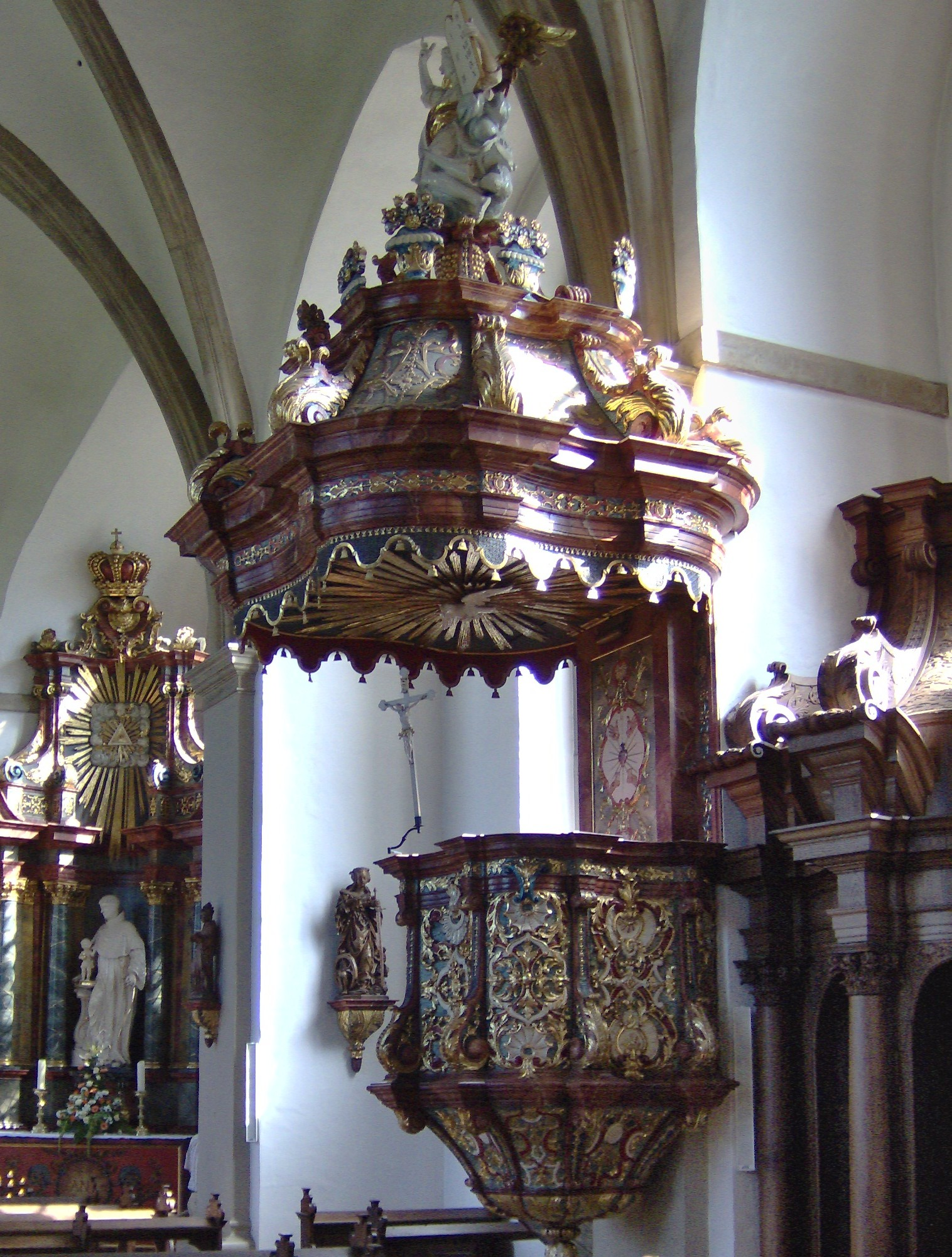
Kanzel

### Orgel

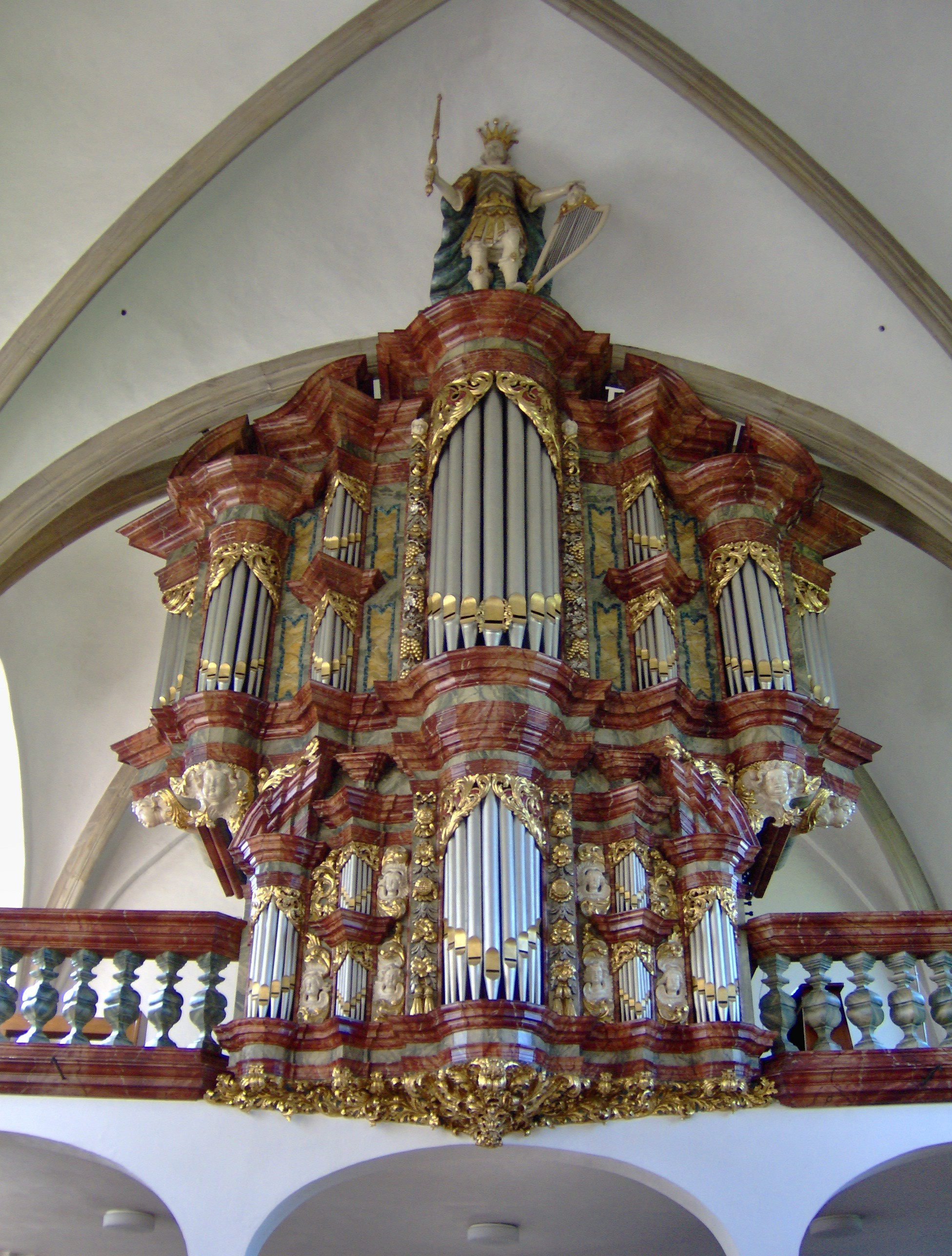
Historischer Orgelprospekt

In der Klosterkirche befindet sich eine historische Orgel, deren Erbauer und genaues Baujahr unbekannt sind. Anhand von vorhandenen Urkunden lässt sich die Bauzeit auf den Zeitraum zwischen 1723 und 1748 eingrenzen. Das Instrument wurde zuletzt in den Jahren 1962–1965 durch Paul Ott (Göttingen) restauriert. Es hat 24 Register auf zwei Manualen und Pedal. Sämtliche Trakturen sind mechanisch.
Auf der Spitze der Orgel steht König David mit Zepter und Harfe.
| I Hauptwerk C–f3 |                   |        |
| 1.               | Bordun            | 16′    |
| 2.               | Prinzipal         | 08′    |
| 3.               | Gedackt           | 08′    |
| 4.               | Quinte            | 06′    |
| 5.               | Oktav             | 04′    |
| 6.               | Hollflöte         | 04′    |
| 7.               | Oktav             | 02′    |
| 8.               | Sesquialtera II 0 | 02 ⁄3′ |
| 9.               | Mixtur III        | 02′    |
| 10.              | Zimbel II         | 01⁄2′  |
| 11.              | Trompete (B/D)    | 08′    |
|                  | Tremulant         |        |

| II Unterwerk C–f3 |              |       |
| 12.               | Gedackt      | 8′    |
| 13.               | Prinzipal    | 4′    |
| 14.               | Gedacktflöte | 4′    |
| 15.               | Waldflöte    | 2′    |
| 16.               | Quinte       | 1 ⁄3′ |
| 17.               | Mixtur III   | 1′    |
| 18.               | Vox humana 0 | 8′    |
|                   | Tremulant    |       |

| Pedal C–f1 |              |     |
| 19.        | Subbass      | 16′ |
| 20.        | Prinzipal    | 08′ |
| 21.        | Rohrpfeife 0 | 04′ |
| 22.        | Nachthorn    | 02′ |
| 23.        | Mixtur V     | 02′ |
| 24.        | Posaune      | 16′ |

- Koppeln: II/I, I/P, II/P